# Theo Mann-Bouwmeesterring

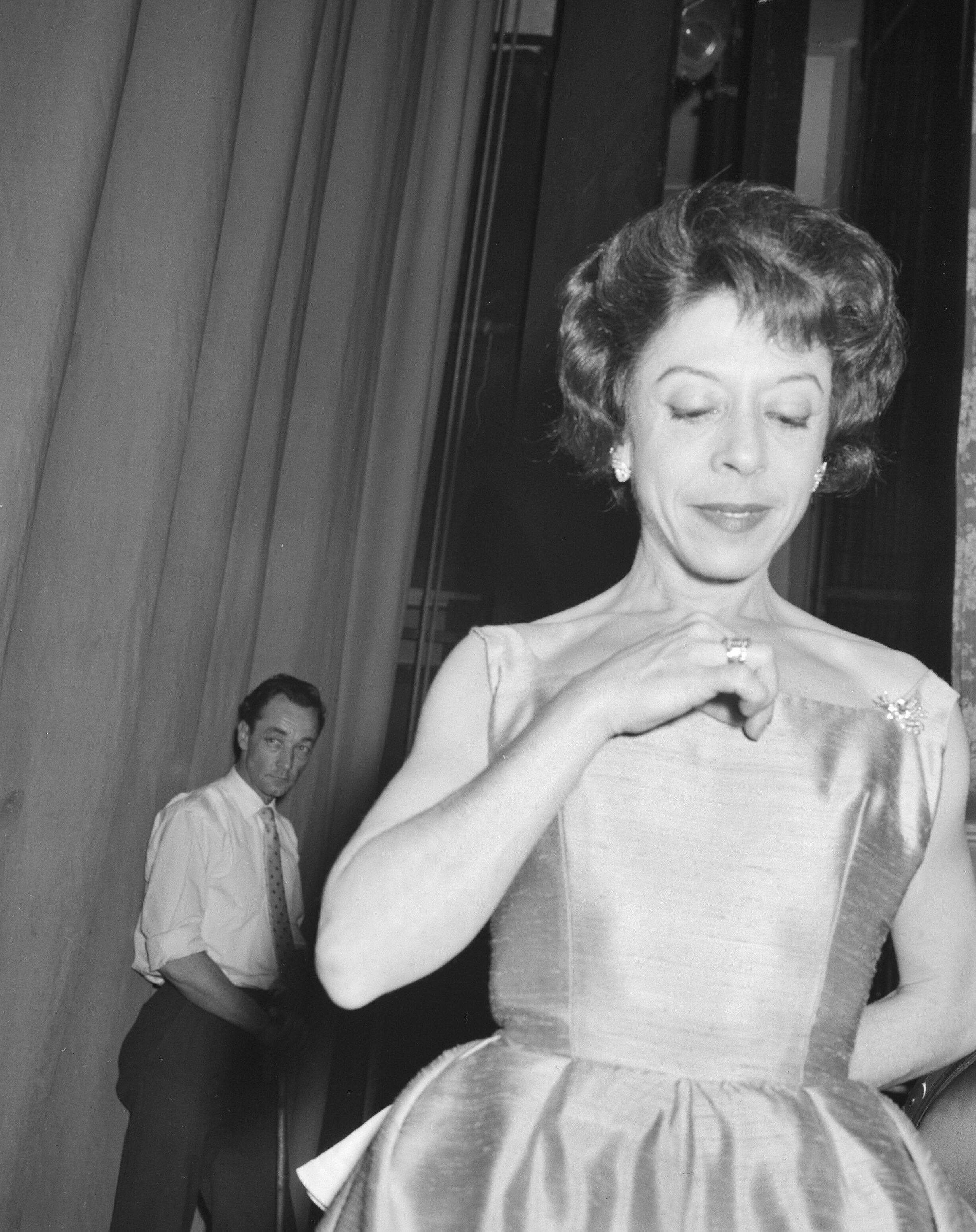
Der Ring an der Hand der Preisträgerin Caro van Eyck, 1960

Der Theo Mann-Bouwmeesterring ist ein niederländischer Theaterpreis.
Von dankbaren Zuschauern wurde 1911 beim Amsterdamer Goldschmied Jan Eisenloeffel ein Ring in Auftrag gegeben und anschließend an die zu dieser Zeit beliebteste niederländische Schauspielerin Theo Mann-Bouwmeester überreicht. Der Anlass war ihr vierzigjähriges Bühnenjubiläum. Von ihr wurde erwartet, diese Auszeichnung zu gegebener Zeit an eine Kollegin weiterzugeben, welche sie für würdig hielt. Dies tat sie 1934 mit der Übergabe an Else Mauhs. Diese konnte aber keine ihrer Schauspielkolleginnen ausmachen, die ihrer Meinung nach über andere hervorragte, und so blieb der Ring in ihrem Besitz, bis sie 1959 verstarb. Danach wurde eine eigene Stiftung gegründet, die den Ring schließlich an Caro van Eyck vergab. Auch sie behielt die Auszeichnung bis zu ihrem Tode. 1980 wurde der Ring dann an Annet Nieuwenhuijzen überreicht. Diese nahm die ursprüngliche Vergabepraxis wieder auf und übergab ihn 1994 an Anne Wil Blankers. Am 24. November 2010 gab diese wiederum den Theaterpreis an Ariane Schluter. Schluter gab ihn am 28. Januar 2017 an Halina Reijn.

## Preisträgerinnen
- 1911: Theo Mann-Bouwmeester (1850–1939)
- 1934: Else Mauhs (1885–1959)
- 1960: Caro van Eyck (1915–1979)
- 1980: Annet Nieuwenhuijzen (1930–2016)
- 1994: Anne Wil Blankers (1940–)
- 2010: Ariane Schluter (1966–)
- 2017: Halina Reijn (1975–)